# Rafael Ortiz
Rafael Ortiz, noto anche con lo pseudonimo di Mañungo (Cienfuegos, 20 giugno 1908 – L'Avana, 29 dicembre 1994), è stato un compositore e chitarrista cubano di son e bolero.
Rafael Ortiz è stato per diversi anni un membro del Septeto Nazional di Ignacio Piñeiro. Aveva suonato anche con altri gruppi come Cienfuego Septet e La Clave oriental, in seguito si era unito al gruppo La Sonora Matancera. Ha composto diversi bolero fra i quali:Conciencia fria, Muy junto al corazón e Amor de loca juventud
Durante la sua lunga carriera aveva inoltre collaborato con Alberto Zayas e con il musicologo Odilio Urfé.